# 角川Sneaker文庫
角川Sneaker文庫（日語：角川スニーカー文庫），是日本出版社KADOKAWA旗下角川書店出版的輕小說文庫系列。當初以「角川文庫·青版」的名義成立，在1988年3月公開徵選後決定以「Sneaker文庫」的名義創刊。現在可稱為角川文庫的輕小說部門之一，並和電擊文庫、富士見Fantasia文庫並列角川集團的輕小說主力文庫。
創刊目標為少年向小說，例如富野由悠季的《機動戰士鋼彈》系列，渡邊由自的以及富田祐弘的《超時空要塞》。後來，水野良的《羅德斯島戰記》開啟了奇幻小說的時代。
其中也有出版如乙一的《寂寞的頻率》，瞄準一般讀者的作品出版。在2002年2月，成立了「角川Sneaker文庫<Sneaker Mystery俱樂部>」，出版只有少量插畫的作品，如米澤穗信的《愚者的片尾》、稻生平太郎的，以及乙一、恩田陸等人的作品，卻因為對輕小說及一般小說讀者都缺乏吸引力而失敗，但依然成為此種出版方式先驅，後來MediaWorks也依照此方式推出一系列的精裝書籍。
在2007年，乙一的《只有你聽到》（きみにしか聞こえない）為Sneaker文庫首部電影化作品。
此外，也出版成人遊戲公司Nitro+、Alicesoft等公司作品的小說版本。

## 作品一覽
由於未出版書籍居多，完整列表請見日語版條目。

### 加珈文化
- MAZE☆爆熱時空（赤堀悟/）

### 台灣角川
- 機動戰士GUNDAM SEED（/小笠原智史）
- 機動戰士GUNDAM SEED DESTINY（/As'MARIA）
- 新羅德斯島戰記（水野良/美樹本晴彥）
- 涼宮春日系列（谷川流/）
- .hack//AI buster（濱崎達也/）
- .hack//Another Birth（川崎美羽/）
- .hack//CELL（涼風涼/）
- 聖魔之血（吉田直/THORES柴本）
- 打工魔法師（椎野美由貴/）
- 薔薇的瑪利亞（十文字青/BUNBUN）
- 蟲之歌（岩井恭平/）
- 憐 Ren（水口敬文/）
- 魔法人力派遣公司（三田誠/pako）
- 神之遊戲（宮崎柊羽/七草）
- CODE GEASS 反叛的魯路修(岩佐まもる）
- SUGAR DARK 被埋葬的黑闇與少女(新井円侍/mebae）
- 東京皇帝☆北條戀歌（竹井10日/）
- 超自然異象研究社（耳目口司/）
- 不迷途的羔羊（玩具堂/籠目）
- 丹特麗安的書架（三雲岳斗/）
- R-15（/藤真拓哉）
- 問題兒童都來自異世界？（龍之湖太郎/）
- 夏日大作戰Crisis of OZ（/）
- 殭屍少女的災難（池端亮／蔓木鋼音）
- 我的腦內戀礙選項（／）
- 新妹魔王的契約者（上栖綴人／大熊貓介）
- 迷幻魔域（久慈政宗／）
- 末日時在做什麼？有沒有空？可以來拯救嗎？（枯野瑛／）
- 因為女朋友被學長NTR了，我也要NTR學長的女朋友（震電みひろ／）

### 青春文化
- 失蹤HOLIDAY（乙一）
- 只有你聽到 CALLING YOU（乙一）
- 寂寞的頻率（乙一）

### 尖端出版
- 機動戰士Z GUNDAM（富野由悠季）
- 機動戰士GUNDAM 0083（山口宏）
- 聖・魔・少・女（林智明/）
- 虛界怪造學（日日日/）
- 馭時少女Rinne（清野靜/）
- 圓環少女（長谷敏司/深遊）
- 魔裝學園H×H（久慈政宗/Hisasi）
- 寄生彼女砂奈(砂义出云)

### 蓋亞文化
- 羅德斯島戰記（水野良/出淵裕）

### 獨步文化
- 古籍研究社系列（米澤穗信）
- 勇者物語（宮部美幸）

### 青文出版社
- 斬魔大聖Demonbane（涼風涼/Ｎｉθ）
- 吸血殲鬼VJEDOGONIA （虛淵玄/山田秀樹）

### 東立出版社
- 密斯瑪路卡興國物語（/）
- CANAAN（杉原智則/關口可奈味）
- Mix！（/CARNELIAN）
- 大奧之櫻（日日日/）
- 十字架×王之證（三田誠/）
- 七星降靈學園的惡魔（田口仙年堂/夕仁）
- 我的欲望(女主角)難以招架（/）

### 四季國際
- 重啟咲良田（河野裕/椎名優）

### 天闻角川
- SUGAR DARK 被埋葬的黑暗(新井円侍/mebae）
- 不迷途的羔羊（玩具堂/笼目）
- 凉宫春日的惊愕（谷川流/伊东杂音）
- 丹特丽安的书架（三云岳斗/G Yusuke）
- 某重生少女的灾难（池端亮/蔓木钢音）
- 问题儿童都来自异世界？（龙之湖太郎/天之有）

### 未代理
- （飛火野耀）
- 交響詩篇艾蕾卡7（BONES）
- 鋼鐵天使（とまとあき，臺灣東販代理漫畫版）
- 極道君漫遊記（中村うさぎ）
- 消閒的挑戰者（岩井恭平/四季童子）
- （園田英樹）
- 超時空要塞馬克羅斯（富田祐弘）
- 幸運騎士（深澤美潮/迎夏生，尖端出版代理漫畫版）
- BLOOD+（池端亮）
- FLCL（榎戶洋司）
- 魔動王（廣井王子＆Re Company）
- 幸運☆星 (小說)（原作: 著：竹井10日/)
- 最後流亡 (神山修一)
- DOORS（神坂一/）

## 影像化作品

### 動畫化
| 作品名稱                                                   | 播放時間           | 動畫製作公司                | 備註            |
| ---------------------------------------------------------- | ------------------ | --------------------------- | --------------- |
| MAZE☆爆熱時空                                              | 1997年             | J.C.STAFF                   | 有OVA、電影版   |
| 尋寶探险记                                                 | 1997年-1998年      | E&G FILMS                   | 有OVA           |
| 羅德斯島戰記                                               | 1998年             | AIC                         | 有OVA、動畫短片 |
| 極道君漫遊記                                               | 1999年             | Trans Arts                  |                 |
| 聖魔之血                                                   | 2005年             | GONZO                       |                 |
| 蟲之歌                                                     | 2007年             | Beat Frog                   |                 |
| 涼宮春日的憂鬱                                             | 2006年（1期）      | 京都動畫                    |                 |
| 涼宮春日的憂鬱                                             | 2009年（2期）      | 京都動畫                    |                 |
| 魔法人力派遣公司                                           | 2007年-2008年      | ZEXCS                       |                 |
| 丹特麗安的書架                                             | 2011年             | GAINAX                      | 有OVA           |
| R-15                                                       | 2011年             | AIC                         |                 |
| Another                                                    | 2012年             | P.A. Works                  |                 |
| 問題兒童都來自異世界？                                     | 2013年             | diomedéa                    | 有OVA           |
| 我的腦內戀礙選項                                           | 2013年             | diomedéa                    | 有OAD           |
| 新妹魔王的契約者                                           | 2015年（1期、2期） | Production IMS              | 有OVA           |
| 魔裝學園H×H                                                | 2016年             | Production IMS              |                 |
| 為美好的世界獻上祝福！                                     | 2016年（1期）      | Studio DEEN                 | 有OVA、電影版   |
| 為美好的世界獻上祝福！                                     | 2017年（2期）      | Studio DEEN                 | 有OVA、電影版   |
| 為美好的世界獻上祝福！                                     | 2024年（3期）      | Drive                       | 有OVA、電影版   |
| 末日時在做什麼？有沒有空？可以來拯救嗎？                   | 2017年             | SATELIGHT C2C               |                 |
| 重啟咲良田                                                 | 2017年             | David Production            |                 |
| 回復術士的重啟人生                                         | 2021年             | TNK                         |                 |
| 戰鬥員派遣中！                                             | 2021年             | J.C.STAFF                   |                 |
| 刮掉鬍子的我與撿到的女高中生                               | 2021年             | project No.9                |                 |
| 本田小狼與我                                               | 2021年             | Studio KAI                  |                 |
| 世界頂尖的暗殺者轉生為異世界貴族                           | 2021年（1期）      | SILVER LINK. Studio Palette |                 |
| 世界頂尖的暗殺者轉生為異世界貴族                           | 待公布（2期）      | 待公布                      |                 |
| 因為不是真正的夥伴而被逐出勇者隊伍，流落到邊境展開慢活人生 | 2021年（1期）      | Wolfsbane Studio Flad       |                 |
| 因為不是真正的夥伴而被逐出勇者隊伍，流落到邊境展開慢活人生 | 2024年（2期）      | Studio Flad                 |                 |
| 繼母的拖油瓶是我的前女友                                   | 2022年             | project No.9                |                 |
| 轉生成自動販賣機的我今天也在迷宮徘徊                       | 2023年（1期）      | Studio五組 AXsiZ            |                 |
| 轉生成自動販賣機的我今天也在迷宮徘徊                       | 2025年（2期）      | Studio五組 AXsiZ            |                 |
| 不時輕聲地以俄語遮羞的鄰座艾莉同學                         | 2024年（1期）      | 動畫工房                    |                 |
| 不時輕聲地以俄語遮羞的鄰座艾莉同學                         | 2026年（2期）      | 動畫工房                    |                 |
| 我和班上第二可愛的女生成為朋友                             | 2026年             | CONNECT                     |                 |
| 轉學後班上的清純可愛美少女，竟是小時候玩在一起的哥兒們     | 待公布             | 待公布                      |                 |

| 作品名稱 | 播放時間 | 動畫製作公司 | 備註 |
| -------- | -------- | ------------ | ---- |
| 勇者物語 | 2006年   | GONZO        |      |

| 作品名稱            | 播放時間 | 動畫製作公司      | 備註 |
| ------------------- | -------- | ----------------- | ---- |
| 加德林              | 1990年   | Seta 葦Production |      |
| 魔獸戰士露娜·巴爾卡 | 1991年   | AIC St.HAKK       |      |
| 妖世紀水滸傳        | 1993年   | J.C.STAFF         |      |

| 作品名稱               | 播放時間      | 動畫製作公司   | 備註                         |
| ---------------------- | ------------- | -------------- | ---------------------------- |
| 殭屍少女的災難         | 2018年        | GONZO Stingray |                              |
| 食草老龍被冠以惡龍之名 | 2021年（1期） | LAN STUDIO     | 日本與中國合作製作的改編動畫 |
| 食草老龍被冠以惡龍之名 | 2024年（2期） | LAN STUDIO     | 日本與中國合作製作的改編動畫 |

### 電視劇化
| 作品名稱    | 播放時間 | 製作公司           | 備註 |
| ----------- | -------- | ------------------ | ---- |
| 失踪HOLIDAY | 2007年   | 朝日電視台 Horipro |      |

### 真人化
| 作品名稱               | 公開時間 | 導演     | 發行商   | 備註 |
| ---------------------- | -------- | -------- | -------- | ---- |
| 只有你聽到 CALLING YOU | 2007年   | 荻島達也 | Xanadeux |      |
| 超感應                 | 2008年   | 荻島達也 | 東映     |      |
| 憐 Ren                 | 2008年   | 堀禎一   | Bedlam   |      |
| 僵尸少女的災難         | 2013年   | 菱沼康介 | MEDIAND  |      |
| 重啟咲良田             | 2017年   | 深川榮洋 | Showgate |      |

## 關聯條目
- 角川文庫
- 角川ルビー文庫
- 角川スニーカー・G文庫
- The Sneaker
- Sneaker大賞
- Light Novel Award
  - 富士見Fantasia文庫
  - 富士見Mystery文庫
  - 電擊文庫
  - Fami通文庫
- 輕小說作家列表
- 文庫列表

## 外部連結
- https://sneakerbunko.jp/ （页面存档备份，存于）
- http://www.kadokawa.co.jp/lnovel/series_16.html （页面存档备份，存于）
- 台灣角川 （页面存档备份，存于）